# Tập đoàn ABB
ABB (tên cũ là ASEA Brown Boveri) là một công ty đa quốc gia của Thuỵ Sĩ. Công ty có trụ sở tại Zurich, Thuỵ Sĩ. Nó hoạt động chủ yếu trong ngành robot, điện, thiết bị điện nặng và công nghệ tự động hoá. Công ty được xếp hạng thứ 341 trong danh sách Fortune Global 500 năm 2018.
ABB là một trong công ty lớn nhất thế giới. ABB hoạt động khoảng 100 quốc gia, với khoảng 145.000 nhân viên vào tháng 6 năm 2012, và doanh thu 40 tỷ USD vào năm 2011.

## Hình ảnh

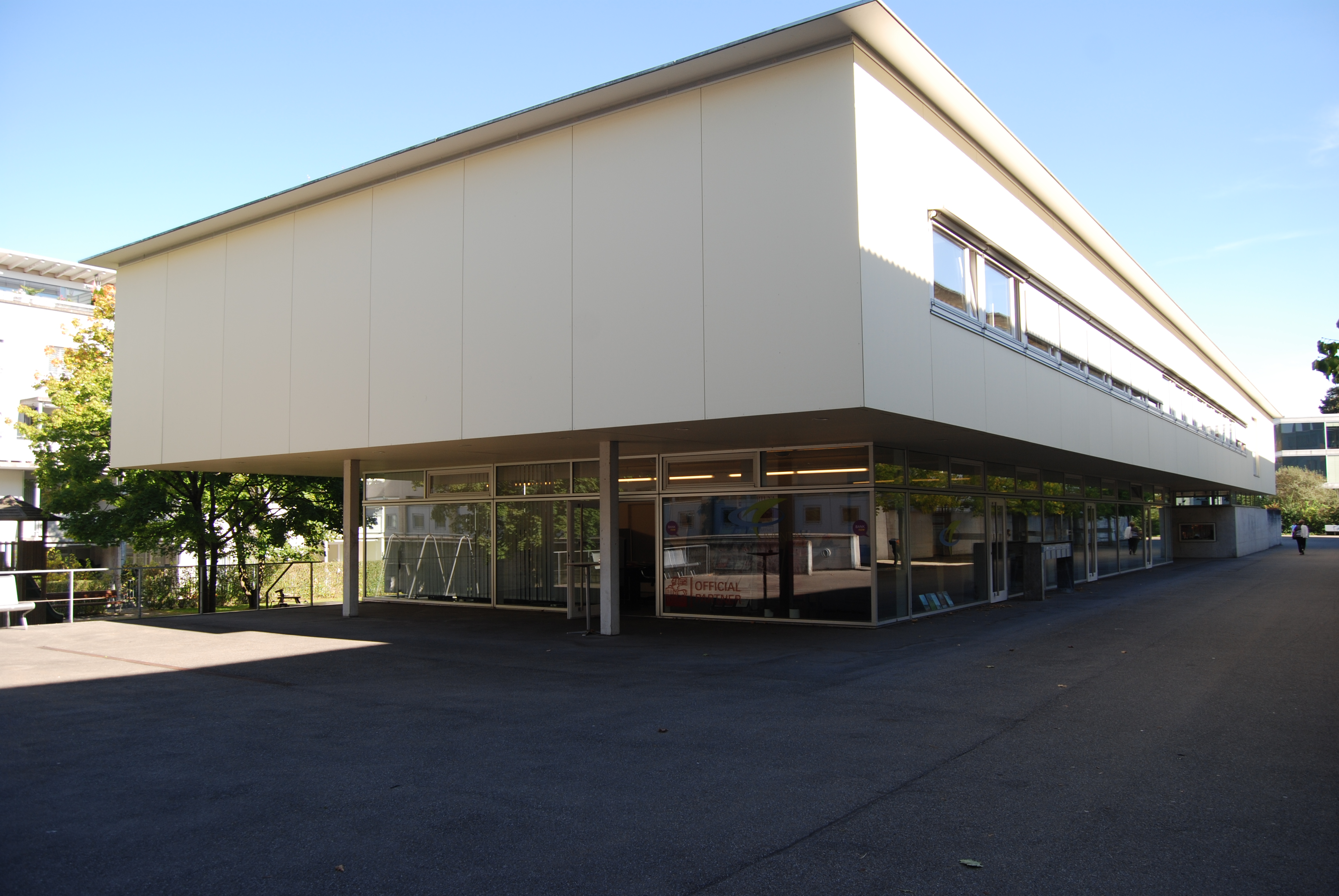
Trụ sở tại Baden, Aargau, Thụy Sĩ
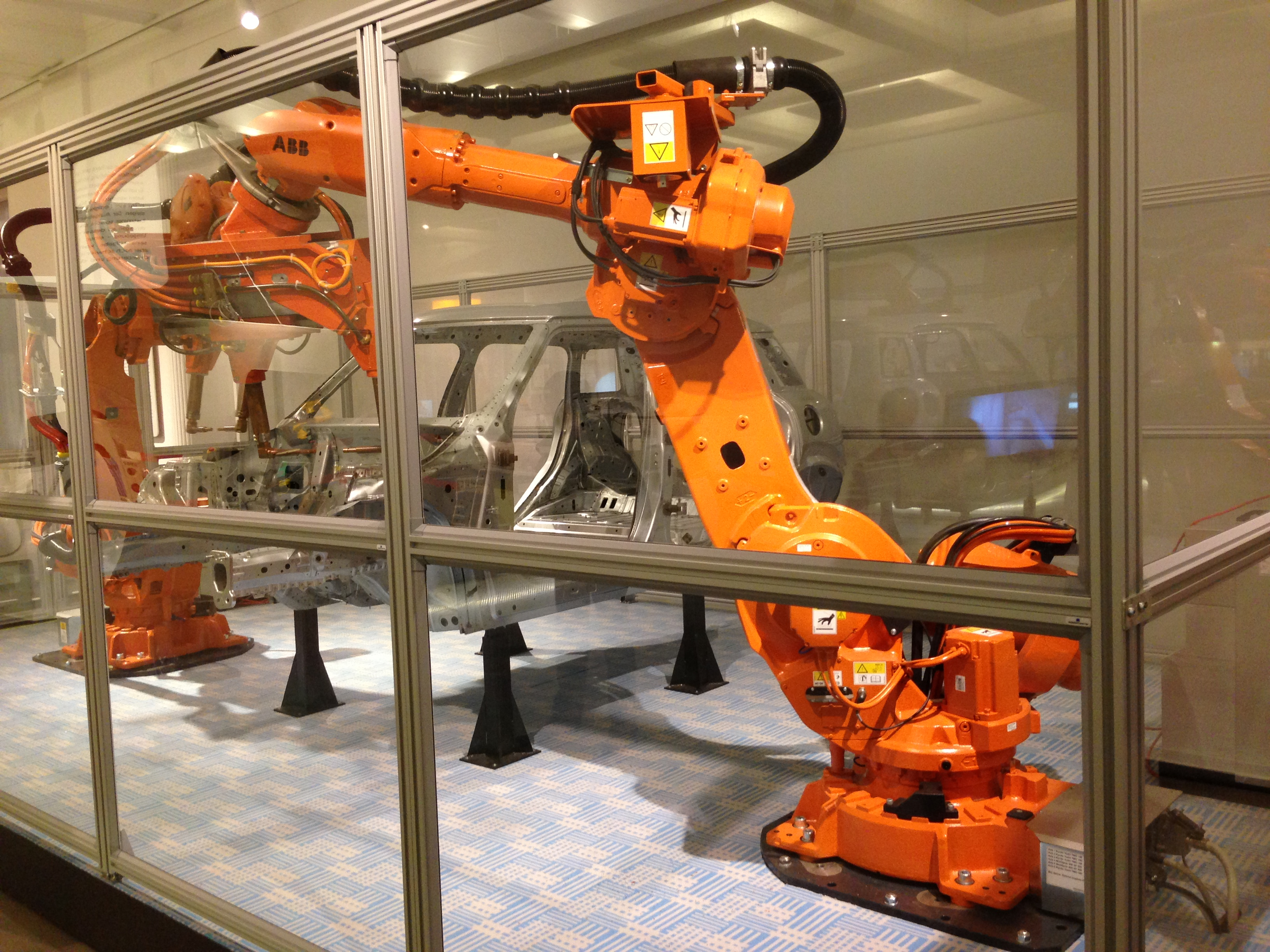
Robot